# Норвайшас, Арунас Альгимантас
Арунас Альгимантас Норвайшас (лит. Arūnas Norvaišas; 15 октября 1963, Шяуляй, СССР — 24 июня 2023, Вильнюс, Литва) — советский и литовский спортсмен, специализировавшийся в шашках-64. Чемпион мира 2015 года по бразильским шашкам (рапид), чемпион мира в составе команды Литвы 2018 года, чемпион Европы по русским шашкам 2018 года (блиц), бронзовый призёр чемпионата Европы 2021 года по русским шашкам, чемпион СССР по русским шашкам 1985 года, бронзовый призёр чемпионатов СССР 1987 и 1988 годов, многократный чемпион Литвы по русским шашкам. Обладатель Кубка мира 2018 года по шашкам-64. Мастер спорта СССР (1978), гроссмейстер (1987), мастер ФМЖД.
Участник чемпионата Европы по русским шашкам 2014 года (15 место).